# Per Rune Wølner
Per Rune Wølner (Drammen, 14 giugno 1949 – Drammen, 15 ottobre 2016) è stato un calciatore norvegese, di ruolo difensore.

## Biografia
Malato di cancro, è morto il 15 ottobre 2016.

## Caratteristiche tecniche
Giocava nel ruolo di terzino destro.

## Carriera

### Club
Wølner ha giocato per l'intera carriera per lo Strømsgodset, dal 1968 al 1980. Ha totalizzato 234 presenze e 3 reti in squadra in questo arco di tempo. Ha contribuito alle vittorie di tre edizioni del Norgesmesterskapet (1969, 1970 e 1973) e di un campionato (1970).

### Nazionale
Conta una presenza per la Norvegia under 21, schierato in campo in data 27 ottobre 1971 nella sconfitta per 3-0 contro l'Ungheria.

## Palmarès

### Club
- Coppa di Norvegia: 3

Strømsgodset: 1969, 1970, 1973
- Campionato norvegese: 1

Strømsgodset: 1970